# Pariser Zeitung

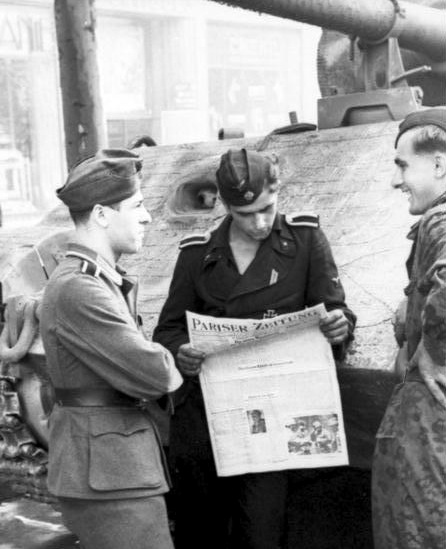
Tankiste SS lisant la Pariser Zeitung. Photo d'archives allemande.

La Pariser Zeitung (PZ) est un quotidien publié sur l’ensemble du territoire français pendant l'occupation de la France par l’Allemagne au cours de la Seconde Guerre mondiale. Ce journal, publié par Europa-Verlag, une filiale des éditions Franz-Eher, sous la direction de Max Amann, était le porte-parole de la puissance occupante. Il a paru du 15 janvier 1941 jusqu’au 24 août 1944.

## Histoire
La Pariser Zeitung n'était pas le premier journal d'Occupation allemand sur le sol français : des publications du même genre avaient déjà été publiées pendant la Guerre franco-allemande et la Première Guerre mondiale. En plus de son journal jumeau en Norvège, la Deutsche Zeitung, c'est l'un des deux journaux d'occupation qui publiaient des articles dans la langue nationale, principe que le PZ suivait de la manière la plus cohérente puisqu’elle avait des pages entières en français. Après quelques mois seulement, elle fut divisée en une édition allemande et une édition française. Cependant, il n'y a jamais eu de séparation absolue par langue, l'édition française contenait toujours une partie de ses articles en allemand. Et même après cette division, le journal ne fit jamais véritablement concurrence à la presse française.
Le 5 octobre 1940, la Deutsche Zeitung commença à paraître comme organe officiel de l’Occupation allemande en France. En janvier 1941, la Pariser Zeitung la remplaça. L’immeuble de la Pariser Zeitung était installé au 100 rue Réaumur, à la place du journal L’Intransigeant.
Généraliste, le journal couvre tous les aspects de l’actualité : économie, guerre, social, politique, culture, faits-divers. Il a publié une « carte spéciale » des établissements et boites de nuit recommandés à Paris. Son annuaire du spectacle recense 102 boîtes de nuit où les soldats allemands peuvent faire la fête sans souci. Parmi ses plumes françaises, Raymond Signouret, Denise Petit et Georges Oltramare, qui signait « Charles Dieudonné ».
À partir d'octobre 1943, parut un hebdomadaire du même nom, désormais entièrement francophone, qui traitait d'autres sujets en tant que magazine de divertissement. Créé par la même équipe éditoriale, il connut rapidement le succès, mais le cours de la guerre mit un terme précoce à son existence. Toutes les éditions employaient également du personnel français, auquel s’ajoutèrent par ailleurs des écrivains de pays neutres ou alliés du Reich allemand.
Contrairement à la presse quotidienne française, qui ne paraissait, depuis l’Occupation que six jours par semaine, la Pariser Zeitung paraissait tous les jours de la semaine sur quatre pages le lundi et huit à douze pages les autres jours. La pénurie croissante de papier a forcé le volume du journal à diminuer jusqu’à quatre ou six pages par jour la dernière année. En mai 1944, les éditions du samedi et du dimanche ont été fusionnées en une édition du week-end jusqu’au dernier mois d’Occupation avec seulement trois numéros par semaine. À la mi-avril 1944, l’édition hebdomadaire faisait huit, avant de passer à six pages. La Pariser Zeitung était très favorisée, par rapport à ses concurrents français, dans le rationnement du papier. En octobre 1942, il recevait un cinquième du montant alloué aux journaux parisiens, les treize autres journaux parisiens devant se partager les 4/5 restants. Vendu 2 francs ou 20 pfennigs, le prix du journal était généralement deux fois plus élevé que les journaux français, qui ont rapidement dû se limiter à deux pages par numéro. Le format du journal était adapté à la presse parisienne traditionnelle, mais avec moins de colonnes et une police plus grande.
Son imprimerie est plusieurs fois la cible d’attentats des résistants. À la Libération, il est remplacé par le quotidien Défense de la France, fondé par le résistant Philippe Viannay.